# فهرس بوس العام
فهرس بوس العام (بالإنجلزية: Boss General Catalogue اختصارا GC) في بعض الأحيان الفهرس العام، هو فهرس فلكي يحتوي على 33,342 من النجوم، تم تجميعه من قبل بنيامين بوس ونشرت في الولايات المتحدة في عام 1936. اسمه الأصلي كان «الفهرس العام 33,342 نجم» وحلت محل الاسم السابق «الفهرس الأولي 6188 نجم» سنة 1900 . نشرت هذا الفهرس سنة 1910 من قبل بنيامين والد لويس بوس.